# Luca Shaw
Luca Shaw, né le 25 décembre 1996 à San Francisco, est un coureur cycliste américain spécialiste de VTT de descente.

## Vie privée
Luca Shaw est né à San Francisco, en Californie, mais vit à Henderson, en Caroline du Nord depuis l'âge de 8 ans. Son frère aîné Walker est également un coureur de VTT. Son père Doug Shaw travaille pour Ohlins Suspension tandis que sa mère Griet Vandekerckhove travaille pour un créateur de mode belge. Depuis 2020, il est en couple avec la cycliste suisse Jolanda Neff,.

## Palmarès

### Championnats du monde
- Lenzerheide 2018
  - 6e de la descente
- Mont Sainte-Anne 2019
  - 10e de la descente
- Leogang 2020
  - 45e de la descente
- Val di Sole 2021
  - 10e de la descente

### Coupe du monde
- Coupe du monde de descente juniors
  - 2014 : 2e du classement général, vainqueur de deux manches

- Coupe du monde de descente
  - 2016 : 9e du classement général
  - 2017 : 13e du classement général
  - 2018 : 8e du classement général
  - 2019 : 14e du classement général
  - 2020 : 10e du classement général
  - 2021 : 16e du classement général
  - 2022 : 24e du classement général
  - 2023 : 10e du classement général
  - 2024 : 8e du classement général

### Championnats des États-Unis
- 2015
  - 3e de la descente
- 2017
  - 2e de la descente
- 2018
  - 3e de la descente
- 2021
  - 2e de la descente
- 2023
  -  Champion des États-Unis de descente